# Paris, New York and Me
Paris, New York and Me è l'album d'esordio della cantante dance statunitense Dana Dawson, pubblicato nel 1991 dall'etichetta discografica Columbia.
Il disco è stato promosso dai singoli Romantic World, Tell Me Bonita, Open Hearts e Moving On, tutti di discreto successo in Francia.

## Tracce
CD (Columbia 4815682 (Sony)
1. Romantic World – 4:44 (testo: Porter Carroll – musica: Romano Musumarra)
2. Tell Me Bonita – 5:01 (testo: Carol Welsman – musica: Walter Martino, Romano Musumarra)
3. Survival – 3:45 (testo: Porter Carroll – musica: Romano Musumarra)
4. I'm a Singer – 4:03 (Jacqueline Taieb)
5. Every Time – 4:44 (testo: Carol Welsman – musica: Fabio Mastrangelo, Romano Musumarra)
6. Number One in Your Heart – 4:04 (Jacqueline Taieb)
7. Moving On – 4:12 (testo: Carol Welsman – musica: P. Welsman)
8. That Boy's No Good for You – 5:05 (Mike Piccirillo)
9. Ready to Follow You – 3:26 (Jacqueline Taieb)
10. I Want My Chance (to Know Love) – 4:02 (testo: Porter Carroll – musica: Romano Musumarra)
11. I Will Go There (With You) – 4:20 (testo: Porter Carroll – musica: Romano Musumarra)
12. Open Hearts – 3:55 (testo: Carol Welsman – musica: Romano Musumarra)
13. Petite chanson d'amour – 0:49 (Jacqueline Taieb)

Durata totale: 52:10